# Alessandra Cappellotto
Alessandra Cappellotto (Sarcedo, 27 agosto 1968) è un'ex ciclista su strada e dirigente sportiva italiana. Fu la prima italiana a diventare campionessa del mondo su strada, titolo che vinse nel 1997 a San Sebastián.
Vincitrice di due medaglie di bronzo ai campionati del mondo di ciclismo, ha partecipato alle Olimpiadi di Atlanta nel 1996 e di Sydney nel 2000. Due volte campionessa italiana nel 2001 e nel 2003. La sorella minore Valeria (1970-2015) è stata anch'essa ciclista professionista.
Dopo la carriera agonistica è stata vicepresidente dell'Associazione Corridori Ciclisti Professionisti Italiani (ACCPI) e consigliere federale della Federazione Ciclistica Italiana (FCI) dal 2005 al 2008. Nel 2017 ha fondato "CPA Women", di cui è Managing Director. Presidente di Road to Equality, associazione che promuove l'emancipazione della figura femminile attraverso lo sport del ciclismo nei Paesi sottosviluppati o in via di sviluppo. 
Ha aiutato cinque cicliste della nazionale afgana a scappare dal loro paese e a stabilirsi in Italia in seguito all'offensiva talebana del 2021.
Per il suo impegno in favore dei diritti dei più deboli e della promozione del ciclismo femminile anche sulle strade più impervie, dal Ruanda all'Afghanistan, nel 2022 ha ricevuto il premio "Sport e diritti umani" di Amnesty International e Sport4Society.

## Biografia
Nelle categorie giovanili comincia a correre con i colori della Yuma Jeans Sarcedo. successivamente passa al team Sandrigosport, al Favel Lampadari, per poi approdare al team Ju Sport.
Dopo aver vinto nel 1992 il Giro del Friuli, nel 1993 conquista il Trofeo Città di Schio.
Nel 1993, ai Mondiali di Oslo (Norvegia) conquista il bronzo nella cronometro a squadre insieme a Roberta Bonanomi, Fabiana Luperini e Michela Fanini.
Alessandra conquista una tappa al Giro d'Italia femminile 1995 e due frazioni del Tour Cycliste Féminin. Nel 1996 colleziona due secondi posti, rispettivamente al Giro del Trentino e al Giro d'Italia. 
Nel 1997 conquista la seconda tappa del Giro del Trentino, una tappa all'Emakumen Bira, la seconda frazione e la classifica generale al Thüringen Rundfahrt battendo la forte svizzera Barbara Heeb, la Chrono Champenois davanti a Zul'fija Zabirova.
L'11 ottobre del 1997 Alessandra Cappellotto è al via della prova in linea del campionato del mondo a San Sebastián. Quel giorno Alessandra diventa la prima italiana a vincere un campionato del mondo su strada.
Nel 1999 crea un Team femminile, la Gas Sport Team, nel quale ingaggia anche la sorella Valeria Cappellotto, Fabiana Luperini, Pia Sundstedt, Roberta Bonanomi e Silvia Parietti. 
Il 1998 vede Alessandra trionfare al Trophée International e conquistare l'ottava tappa del Tour Cycliste. Nel 2000 arrivano una vittoria nella decima tappa dal Giro d'Italia, una nella 14ª frazione del Tour e il successo nel prologo del Giro della Toscana-Memorial Fanini.
Nel 2001 per Alessandra arriva il titolo di campionessa italiana a cronometro davanti a Vera Carrara.
Nel 2002 diventa la prima ciclista italiana a trasferirsi all'estero per gareggiare in un team olandese, il Power Plate-BIK. Nell'anno successivo, con la maglia di questa squadra, conquista nuovamente il titolo di campionessa Italiana, questa volta nella prova in linea davanti ad Alessandra D'Ettorre.
Il 2004 è l'ultimo anno di attività di Alessandra, che finirà vincendo il trofeo Duo Normand di crono-coppie, in cui gareggia con Chirio. 
Nel 2013 diventa vice presidente dell'ACCPI, carica che ricoprirà fino al 2021.
Nel 2017 crea il CPA WOMEN, la sezione femminile del CPA (Cyclistes Professionnels Associés), il sindacato mondiale delle atlete cicliste professioniste.
Nel 2021 fonda l'ASD Road To Equality. L'associazione da statuto si rifà all'obiettivo 5 dell'agenda ONU 2030, che riguarda il gender equality: aiuta e difende gli interessi delle cicliste professioniste e si impegna a migliorare le loro condizioni di lavoro nei Pesi più sottosviluppati.

## Palmarès
- 1992 (una vittoria)

Giro del Friuli
- 1993 (una vittoria)

Trofeo Città di Schio
- 1995 (tre vittorie)

2ª tappa Giro d'Italia
3ª tappa Tour Cycliste
6ª tappa Tour Cycliste
- 1996 (quattro vittorie)

5ª tappa Giro del Trentino
5ª tappa Giro d'Italia
6ª tappa Tour Cycliste
2ª tappa Masters Féminin
- 1997 (sette vittorie)

2ª tappa Giro del Trentino
1ª tappa Emakumen Bira
2ª tappa Thüringen Rundfahrt
Classifica Thüringen Rundfahrt
Chrono Champenois
Giro di Ciuffena
Campionati del mondo, prova in linea
- 1998 (Acca Due O, due vittorie)

Trophée International
8ª tappa Tour Cycliste
- 2000 (GAS Sport Team, tre vittorie)

10ª tappa Giro d'Italia
14ª tappa Grande Boucle
Prologo Giro della Toscana-Memorial Fanini
- 2001 (GAS Sport Team, una vittoria)

Campionati italiani, prova a cronometro
- 2002 (Power Plate-BIK, una vittoria)

Gran Prix International Dottignies
- 2003 (una vittoria)

Campionati italiani, prova in linea